# Apostolepis goiasensis
Apostolepis goiasensis är en ormart som beskrevs av Prado 1942. Apostolepis goiasensis ingår i släktet Apostolepis och familjen snokar. IUCN kategoriserar arten globalt som otillräckligt studerad. Inga underarter finns listade i Catalogue of Life.
Som artens utbredningsområde utpekas delstaterna Goias och Minas Gerais i Brasilien men för de kända individerna saknas en korrekt beskrivning av fyndplatsen. Ormen hittades i savannlandskapet Cerradon. Den gräver där i marken.